# Goldfuß-Bürstenhaarmaus
Die Goldfuß-Bürstenhaarmaus (Lophuromys chrysopus) ist ein mit zwei disjunkten Populationen in Äthiopien endemisches Nagetier in der Gattung der Bürstenhaarmäuse. Das Taxon wurde ursprünglich als Unterart der Dunklen Bürstenhaarmaus (Lophuromys aquilus) beschrieben. Zwischen den beiden Populationen bestehen kleinere Abweichungen in der Fellfarbe, in den Körpermaßen und in den genetischen Eigenschaften. Eine Unterteilung in Unterarten wurde nicht vorgenommen.

## Merkmale
Die Tiere erreichen eine Kopf-Rumpf-Länge von 100 bis 130 mm, eine Schwanzlänge von 72 bis 87 mm und ein Gewicht von 32 bis 59 g. Die Hinterfüße sind 19 bis 23 mm lang und die Länge der Ohren liegt bei 16 bis 19 mm. Es besteht eine deutliche Grenze zwischen der gesprenkelten schwarzbraunen Oberseite und der gelbroten Unterseite. Die sechs Zitzen der Weibchen sind paarig angeordnet. Der diploide Chromosomensatz besteht aus 54 Chromosomen (2n=54).

## Verbreitung und Lebensweise
Die Populationen im Hochland des südwestlichen Äthiopien werden durch den nördlichen Teil des Ostafrikanischen Grabens getrennt. Sie leben zwischen 1200 und 2750 Meter Höhe. Diese Bürstenhaarmaus bewohnt tropische Regenwälder und besucht angrenzende höhergelegene Heideflächen. Dort kommt sie zusammen mit der Kurzschwanz-Bürstenhaarmaus (Lophuromys brevicaudus) vor.
Das Nagetier kann tag- und nachtaktiv sein. In Gefangenschaft gehaltene Exemplare sind nicht aggressiv zueinander. Ob sie sich, wie andere Gattungsvertreter, von Insekten, Fröschen und selten von Pflanzen ernähren, ist nicht bekannt. Aufgefundene Weibchen waren beim Übergang von der Trockenperiode zur Regenzeit mit zwei Embryos trächtig.

## Gefährdung
Intensive Waldrodungen könnten sich in Zukunft negativ auswirken. Im Wald von Harenna war diese Art mit 32 Prozent eines der am häufigsten dokumentierten Nagetiere. Die IUCN listet die Goldfuß-Bürstenhaarmaus als nicht gefährdet (least concern).